# 名誉党員
名誉党員(めいよとういん)とは、政党など党と称する組織における栄誉職・称号のひとつ。党員として功労ある者に授与される。

## 日本の政党における名誉党員
日本では、1980年代に民社党が功労ある党員に授与していた。今日では社会民主党で授与例がみられる。

## 朝鮮民主主義人民共和国における名誉党員
朝鮮民主主義人民共和国(北朝鮮)でも、2011年2月から3月にかけて、金正恩第一書記の命により、朝鮮労働党に所属する60歳以上の男性党員及び55歳以上の女性党員を対象として、既存の党員証を名誉党員証に交換する措置を決行したとされる。事実上、高齢党員のリストラと報じられた。

### 報道資料
- 『毎日新聞』1980年4月26日東京朝刊
- 『毎日新聞』2000年3月22日地方版/熊本